# 27. Tony-gála
A 27. Tony-gála az 1972/1973-as szezon legjobb Broadway színházi alakításait értékelte. A díjátadót 1973. március 25-én tartották a New York-i Imperial Theatreben, a műsor házigazdái Rex Harrison, Celeste Holm, Sandy Duncan és Jerry Orbach voltak. A gálát az ABC televízióadó közvetítette élőben.

## Győztesek és jelöltek
A nyertesek félkövérrel jelölve.
| Legjobb színdarab | Legjobb musical |
| --- | --- |
| - A bajnokság éve – Jason Miller - Butley – Simon Gray - The Changing Room – David Storey - Napsugár fiúk – Neil Simon                                                                               | - Egy kis éji zene - Don't Bother Me, I Can't Cope - Pippin - Van, aki forrón szereti |
| Legjobb szövegkönyv musicalben | Legjobb eredeti zene |
| - Hugh Wheeler – Egy kis éji zene - Micki Grant – Don't Bother Me, I Can't Cope - Melvin Van Peebles – Don't Play Us Cheap - Roger O. Hirson – Pippin                                                | - Egy kis éji zene – Stephen Sondheim (zene és dalszöveg) - Don't Bother Me, I Can't Cope – Micki Grant (zene és dalszöveg) - Sok hűhó semmiért – Peter Link (zene) - Pippin – Stephen Schwartz (zene és dalszöveg)     |
| Legjobb férfi főszereplő színdarabban | Legjobb női főszereplő színdarabban |
| - Alan Bates – Butley (Ben Butley) - Jack Albertson – Napsugár fiúk (Willie Clark) - Wilfrid Hyde-White – The Jockey Club Stakes (Candover márkija) - Paul Sorvino – A bajnokság éve (Phil Romano)   | - Julie Harris – The Last of Mrs. Lincoln (Mary Todd Lincoln) - Jane Alexander – 6 Rms Riv Vu (Annie Miller) - Colleen Dewhurst – Amerikai Elektra (Christine Mannon) - Kathleen Widdoes – Sok hűhó semmiért (Beatrice) |
| Legjobb férfi főszereplő musicalben | Legjobb női főszereplő musicalben |
| - Ben Vereen – Pippin (A főszereplő) - Len Cariou – Egy kis éji zene (Frederick Egerman) - Robert Morse – Van, aki forrón szereti (Jerry) - Brock Peters – Lost in the Stars (Stephen Kumalo)        | - Glynis Johns – Egy kis éji zene (Desiree Armfeldt) - Leland Palmer – Pippin (Fastrada) - Debbie Reynolds – Irene (Irene O'Dare) - Marcia Rodd – Shelter (Maud)                                                        |
| Legjobb férfi mellékszereplő színdarabban | Legjobb női mellékszereplő színdarabban |
| - John Lithgow – The Changing Room (Kenny Kendal) - Barnard Hughes – Sok hűhó semmiért (Dogberry) - John McMartin – Don Juan (Sganarelle) - Hayward Morse – Butley (Joseph Keyston)                  | - Leora Dana – The Last of Mrs. Lincoln (Elizabeth Edwards) - Maya Angelou – Look Away (Elizabeth Keckley) - Katherine Helmond – The Great God Brown (Margaret) - Penelope Windust – I. Erzsébet (I. Erzsébet)          |
| Legjobb férfi mellékszereplő musicalben | Legjobb női mellékszereplő musicalben |
| - George S. Irving – Irene (Madame Lucy) - Laurence Guittard – Egy kis éji zene (Carl-Magnus Malcolm) - Avon Long – Don't Play Us Cheap (David) - Gilbert Price – Lost in the Stars (Absalom Kumalo) | - Patricia Elliott – Egy kis éji zene (Charlotte Malcolm) - Hermione Gingold – Egy kis éji zene (Madame Armfeldt) - Patsy Kelly – Irene (Mrs. O'Dare) - Irene Ryan – Pippin (Berthe)                                    |
| Legjobb színdarabrendező | Legjobb musicalrendező |
| - A.J. Antoon – A bajnokság éve - A.J. Antoon – Sok hűhó semmiért - Alan Arkin – Napsugár fiúk - Michael Rudman – The Changing Room                                                                  | - Bob Fosse – Pippin - Vinnette Carroll – Don't Bother Me, I Can't Cope - Gower Champion – Van, aki forrón szereti - Harold Prince – Egy kis éji zene                                                                   |
| Legjobb koreográfia | Legjobb díszlettervezés |
| - Bob Fosse – Pippin - Gower Champion – Van, aki forrón szereti - Peter Gennaro – Irene - Donald Saddler – Sok hűhó semmiért                                                                         | - Tony Walton – Pippin - Boris Aronson – Egy kis éji zene - David Jenkins – The Changing Room - Santo Loquasto – A bajnokság éve                                                                                        |
| Legjobb jelmeztervezés | Legjobb látványtervezés |
| - Florence Klotz – Egy kis éji zene - Theoni V. Aldredge – Sok hűhó semmiért - Miles White – Tricks - Patricia Zipprodt – Pippin                                                                     | - Jules Fisher – Pippin - Martin Aronstein – Sok hűhó semmiért - Ian Calderon – A bajnokság éve - Tharon Musser – Egy kis éji zene                                                                                      |

### Különdíjak
- John Lindsay
- Actors' Fund of America
- Shubert Organization[1]

## Előadott számok és előadók
- Pippin ("Magic To Do"- Ben Vereen)
- Gwen Verdon
- Paula Kelly
- Helen Gallagher
- Donna McKechnie.[2]

## Műsorvezetők
A gálán az alábbi műsorvezetők működtek közre:
- Walter Slezak
- Rossano Brazzi
- Yul Brynner
- Peter Ustinov

## Fordítás
- Ez a szócikk részben vagy egészben  a(z)   27th Tony Awards című angol Wikipédia-szócikk fordításán alapul.  Az eredeti cikk szerkesztőit annak laptörténete sorolja fel. Ez a jelzés csupán a megfogalmazás eredetét és a szerzői jogokat jelzi, nem szolgál a cikkben szereplő információk forrásmegjelöléseként.